# Бурос, Ханс Петтер
Ханс Петтер Бурос (норв. Hans Petter Buraas, род. 20 марта 1975 года, Берум) — норвежский горнолыжник, олимпийский чемпион, победитель этапа Кубка мира. Специализировался в слаломе. 
В Кубке мира Бурос дебютировал 3 декабря 1994 года, в декабре 2000 года одержал свою единственную в карьере победу на этапе Кубка мира, в слаломе. Кроме этого имеет на своём счету 9 попаданий в тройку лучших на этапах Кубка мира, все так же в слаломе. Лучшим достижением в общем зачёте Кубка мира является 19-е место в сезоне 1997/98.
На Олимпийских играх 1998 года в Нагано достаточно неожиданно завоевал золотую медаль в слаломе, более чем на секунду опередив ставшего вторым своего партнёра по команде Уле Кристиана Фурусета.
На Олимпийских играх 2006 года в Турине стартовал в слаломе, но не смог финишировать.
За свою карьеру участвовал в четырёх чемпионатах мира, лучший результат — 8-е место в слаломе на чемпионате мира 2007 года.
Использовал лыжи и ботинки производства фирмы Rossignol. Завершил спортивную карьеру в 2008 году.

## Победы на этапах Кубка мира (1)
| № | Сезон   | Дата            | Место     | Дисциплина |
| - | ------- | --------------- | --------- | ---------- |
| 1 | 2000/01 | 11 декабря 2000 | Сестриере | Слалом (1) |